# Peter Cattaneo
Peter Cattaneo (Twickenham, 1 de julho de 1964) é um cineasta britânico. Foi indicado ao Oscar de melhor diretor na edição de 1998 pelo trabalho na obra The Full Monty.

## Filmografia

### Cinema
| Ano  | Filme          |
| ---- | -------------- |
| 1990 | Dear Rosie     |
| 1997 | The Full Monty |
| 2001 | Lucky Break    |
| 2006 | Opal Dream     |
| 2008 | The Rocker     |

### Televisão
| Ano       | Título               |
| --------- | -------------------- |
| 1993      | Teenage Health Freak |
| 1993-1994 | The Bill             |
| 2010-2012 | Little Crackers      |
| 2010-2014 | Rev.                 |
| 2016      | The A Word           |